# Boudiennyia
Boudiennyia is een geslacht van vliesvleugeligen uit de familie Mymaridae. De wetenschappelijke naam van dit geslacht is voor het eerst geldig gepubliceerd in 1937 door Girault.

## Soorten
Het geslacht Boudiennyia is monotypisch en omvat slechts de volgende soort:
- Boudiennyia saintpierrei (Girault, 1937)